# Stefan Oskierko
Szczepan (Stefan) Oskierko (ur. w 1777? w Mińsku Litewskim, zm. 11 września 1812 pod Dyneburgiem), pułkownik piechoty armii Księstwa Warszawskiego
- 1800 - kapitan IV batalionu Legii Włoskiej, w 2. półbrygadzie polskiej na Elbie, w I regimencie piechoty polskiej; pod koniec roku, po walkach I Legii w Ankonie i II Legii pod Weroną - w niewoli austriackiej w Klein Zell
- 1803 - w Cremonie i Portoferraio na Elbie organizował formacje piechoty (m.in. dezerterzy z armii austriackiej i żołnierze polscy z 113. i 114. półbrygad)
- styczeń 1807 - w Ajaccio na Korsyce wraz z wieloma innymi żołnierzami usilnie starał się o powrót do Warszawy i dalszą służbę w nowo tworzonym Wojsku Polskim

W armii Księstwa Warszawskiego:
- 1807 - podpułkownik 2. pułku piechoty - nominacja prawdopodobnie prowizoryczna
- 1808 - szef batalionu 10. pułku piechoty,
- 19 stycznia 1809 - nadliczbowo do 12. pułku piechoty
- 5 maja 1809 - major 8. pułku piechoty,
- 26 czerwca 1811 - major 5. pułku piechoty
- 27 grudnia 1811 - pułkownik 5. pułku piechoty
- Z brygadą gen. Radziwiłła (5., 10. i 11. pułki piechoty, kompania saperów i kompania artylerii konnej) w 7. dywizji piechoty gen. Grandjeana, najpierw w I Korpusie marsz. Davouta, a następnie w X Korpusie marsz. Macdonalda.
- czerwiec 1812 - w inwazji Wielkiej Armii na Moskwę
- 11 września 1812 - poległ w walce z rosyjskimi oddziałami gen. Piotra Wittgensteina pod Dyneburgiem nad Dźwiną.